# Distribución t de Student
En probabilidad y estadística, la distribución {\displaystyle t} (de Student) es una distribución de probabilidad que surge del problema de estimar la media de una población normalmente distribuida cuando el tamaño de la muestra es pequeño y la desviación estándar poblacional es desconocida. 
Fue desarrollada por William Sealy Gosset bajo el pseudónimo «Student». 
Aparece de manera natural al realizar la prueba t de Student para la determinación de las diferencias entre dos varianzas muestrales y para la construcción del intervalo de confianza para la diferencia entre las partes de dos poblaciones cuando se desconoce la desviación típica de una población y esta debe ser estimada a partir de los datos de una muestra. 

## Historia y etimología

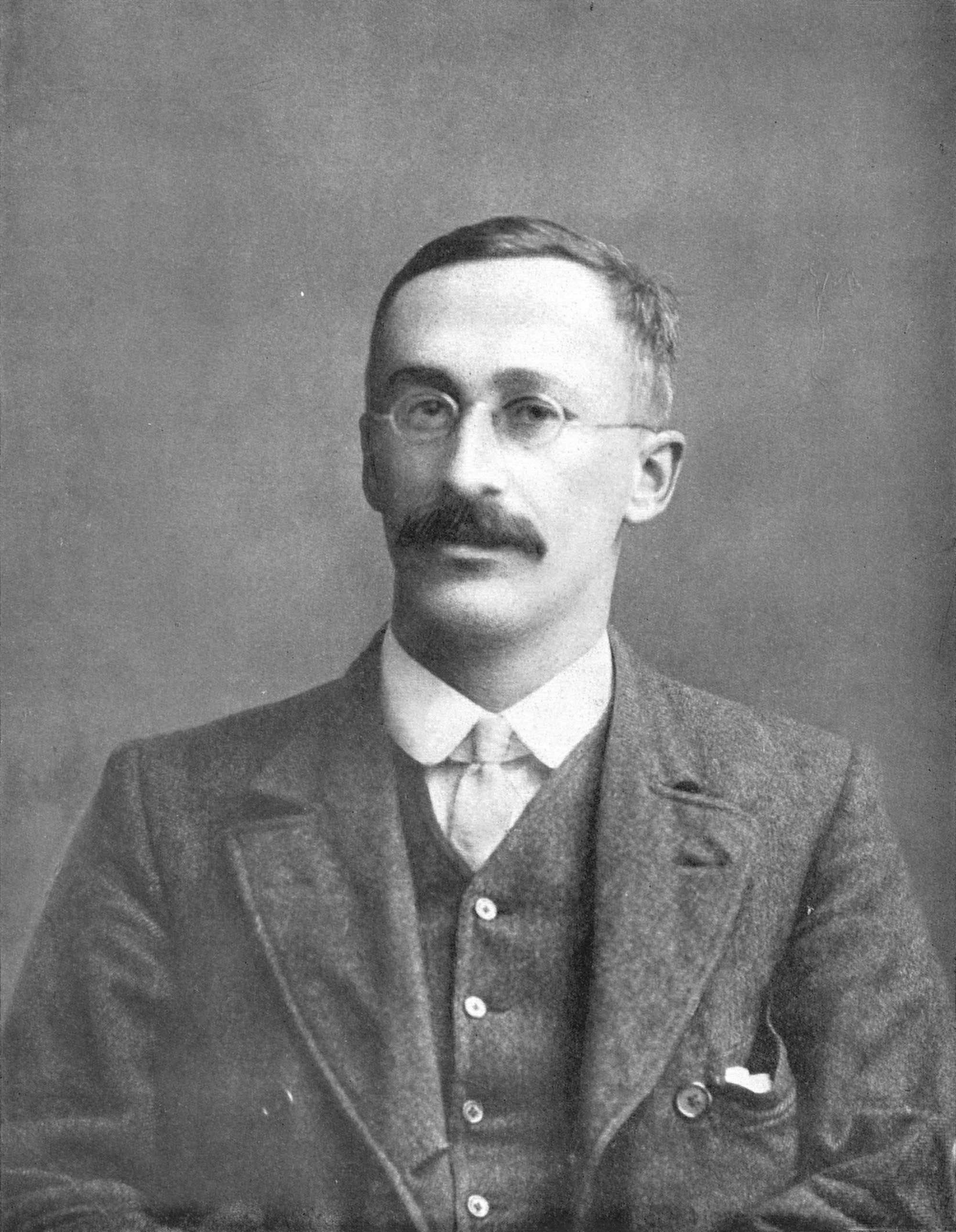
El estadístico William Sealy Gosset, conocido como «Student»

La distribución de Student fue descrita en el año 1908 por William Sealy Gosset. 
En estadística, la distribución t fue derivada por primera vez como distribución posterior en 1876 por Helmert y Lüroth. La distribución t también apareció en una forma más general como distribución Pearson Tipo IV en el artículo de Karl Pearson de 1895.
En la literatura en lengua inglesa, la distribución toma su nombre del artículo de William Sealy Gosset de 1908 en Biometrika bajo el seudónimo de «Student». Una versión del origen del seudónimo es que el empleador de Gosset prefería que el personal utilizara seudónimos al publicar artículos científicos en lugar de su nombre real, o prohibía totalmente la publicación de artículos, por lo que utilizó el nombre de «Estudiante» para ocultar su identidad. Otra versión es que Guinness no quería que sus competidores supieran que utilizaban la prueba t para determinar la calidad de la materia prima.
Gosset trabajó en la fábrica de cerveza Guinness en Dublín, Irlanda, y se interesó por los problemas de las muestras pequeñas, por ejemplo, las propiedades químicas de la cebada, donde el tamaño de las muestras podía ser de sólo 3. El artículo de Gosset se refiere a la distribución como la «distribución de frecuencias de las desviaciones típicas de muestras extraídas de una población normal». Se hizo muy conocida gracias al trabajo de Ronald Fisher, que llamó a la distribución Distribución de Student y representó el valor de la prueba con la letra t.

## Distribución t de Student a partir de una muestra aleatoria
Sea {\displaystyle X_{1},\dots ,X_{n}} variables aleatorias independientes distribuidas {\displaystyle N(\mu ,\sigma ^{2})}, esto es, {\displaystyle X_{1},\dots ,X_{n}} es una muestra aleatoria de tamaño {\displaystyle n} proveniente de una población con distribución normal con media {\displaystyle \mu } y varianza {\displaystyle \sigma ^{2}}. 
Sean
{\displaystyle {\overline {X}}={\frac {1}{n}}\sum _{i=1}^{n}X_{i}}
la media muestral y 
{\displaystyle S^{2}={\frac {1}{n-1}}\sum _{i=1}^{n}\left(X_{i}-{\overline {X}}\right)^{2}}
la varianza muestral. Entonces, la variable aleatoria 
{\displaystyle {\frac {{\overline {X}}-\mu }{\sigma /{\sqrt {n}}}}}
sigue una distribución normal estándar (es decir, una distribución normal con media 0 y varianza 1) y la variable aleatoria
{\displaystyle {\frac {{\overline {X}}-\mu }{S/{\sqrt {n}}}}}
donde {\displaystyle S} ha sido sustituido por {\displaystyle \sigma }, tiene una distribución {\displaystyle t} de student con {\displaystyle n-1} grados de libertad.

## Definición

### Notación
Sean {\displaystyle X} una variable aleatoria continua y {\displaystyle v>0}, si {\displaystyle X} tiene una distribución {\displaystyle t} con {\displaystyle v} grados de libertad entonces escribiremos {\displaystyle X\sim t_{v}} o {\displaystyle X\sim t(v)}. 

### Función de densidad
La distribución {\displaystyle t}-student tiene como función de densidad
{\displaystyle f_{X}(x)={\frac {\Gamma \left({\frac {v+1}{2}}\right)}{{\sqrt {v\pi }}\;\Gamma \left({\frac {v}{2}}\right)}}\left(1+{\frac {x^{2}}{v}}\right)^{-{\frac {v+1}{2}}}}
para {\displaystyle x\in \mathbb {R} }, donde {\displaystyle v} denota los grados de libertad y {\displaystyle \Gamma } es la función gamma. 
La expresión anterior también suele escribirse como
{\displaystyle f_{X}(x)={\frac {1}{{\sqrt {v}}\;\operatorname {B} \left({\frac {1}{2}},{\frac {v}{2}}\right)}}\left(1+{\frac {x^{2}}{v}}\right)^{-{\frac {v+1}{2}}}}
donde {\displaystyle \operatorname {B} } es la función beta.
En particular, para valores enteros de {\displaystyle v} se tiene que
para {\displaystyle v>1} par
{\displaystyle {\frac {\Gamma \left({\frac {v+1}{2}}\right)}{{\sqrt {v\pi }}\;\Gamma \left({\frac {v}{2}}\right)}}={\frac {(v-1)(v-3)\cdots 5\cdot 3}{2{\sqrt {v}}(v-2)(v-4)\cdots 4\cdot 2}}}
para {\displaystyle v>1} impar
{\displaystyle {\frac {\Gamma \left({\frac {v+1}{2}}\right)}{{\sqrt {v\pi }}\;\Gamma \left({\frac {v}{2}}\right)}}={\frac {(v-1)(v-3)\cdots 4\cdot 2}{\pi {\sqrt {v}}(v-2)(v-4)\cdots 5\cdot 3}}}

### Función de distribución
La función de distribución puede ser escrita en términos de {\displaystyle I}, la función beta incompleta. 
Para {\displaystyle x>0}
{\displaystyle F_{X}(x)=\int _{-\infty }^{x}f(u)du=1-{\frac {1}{2}}I_{x(t)}\left({\frac {v}{2}},{\frac {1}{2}}\right)}
donde 
{\displaystyle x(t)={\frac {v}{t^{2}+v}}}
Una fórmula alternativa, válida para {\displaystyle x^{2}<v} es
{\displaystyle \int _{-\infty }^{x}f(u)du={\frac {1}{2}}+x{\frac {\Gamma \left({\frac {v+1}{2}}\right)}{{\sqrt {\pi v}}\;\Gamma \left({\frac {v}{2}}\right)}}{}_{2}F_{1}\left({\frac {1}{2}},{\frac {v+1}{2}};{\frac {3}{2}};-{\frac {x^{2}}{v}}\right)}
donde {\displaystyle {}_{2}F_{1}} es un caso particular de la función hipergeométrica.

### Casos particulares
Ciertos valores de {\displaystyle v} dan una forma especial a la función de densidad y de distribución.
- {\displaystyle v=1}

Función de densidad:
{\displaystyle f_{X}(x)={\frac {1}{\pi (1+x^{2})}}}
Función de distribución:
{\displaystyle F_{X}(x)={\frac {1}{2}}+{\frac {1}{\pi }}\arctan(x)}
Véase Distribución de Cauchy.
- {\displaystyle v=2}

Función de densidad:
{\displaystyle f_{X}(x)={\frac {1}{2{\sqrt {2}}\left(1+{\frac {x^{2}}{2}}\right)^{\frac {3}{2}}}}}
Función de distribución:
{\displaystyle F_{X}(x)={\frac {1}{2}}+{\frac {x}{2{\sqrt {2}}{\sqrt {1+{\frac {x^{2}}{2}}}}}}}
- {\displaystyle v=3}

Función de densidad:
{\displaystyle f_{X}(x)={\frac {2}{\pi {\sqrt {3}}\left(1+{\frac {x^{2}}{3}}\right)^{2}}}}
Función de distribución:
{\displaystyle F_{X}(x)={\frac {1}{2}}+{\frac {1}{\pi }}\left[{\frac {x}{{\sqrt {3}}\left(1+{\frac {x^{2}}{3}}\right)}}+\arctan \left({\frac {x}{\sqrt {3}}}\right)\right]}
- {\displaystyle v=\infty }

Función de densidad:
{\displaystyle f_{X}(x)={\frac {1}{\sqrt {2\pi }}}e^{-{\frac {x^{2}}{2}}}}
Véase Distribución normal.
Función de distribución:
{\displaystyle F_{X}(x)={\frac {1}{2}}\left[1+\operatorname {erf} \left({\frac {x}{\sqrt {2}}}\right)\right]}
Véase Función error.

## Propiedades
Si {\displaystyle X} es una variable aleatoria tal que {\displaystyle X\sim t_{v}} entonces {\displaystyle X} satisface algunas propiedades.

### Media
La media de {\displaystyle X} para valores {\displaystyle v>1} es
{\displaystyle \operatorname {E} [X]=0}

### Varianza
La varianza de {\displaystyle X} para valores {\displaystyle v>2} es
{\displaystyle \operatorname {Var} (X)={\frac {v}{v-2}}}

### Curtosis
La curtosis de {\displaystyle X} para valores {\displaystyle v>4} es
{\displaystyle {\frac {6}{v-4}}}

## Caracterización
La distribución {\displaystyle t} de Student con {\displaystyle v} grados de libertad puede definirse como la distribución de la variable aleatoria {\displaystyle T} definida por:
{\displaystyle T:={\frac {Z}{\sqrt {\frac {X}{v}}}}\sim t_{v}}
donde
- {\displaystyle Z\sim N(0,1)}, es decir, {\displaystyle Z} es una variable aleatoria con distribución normal estándar (distribución normal con media 0 y varianza 1).
- {\displaystyle X\sim \chi _{v}^{2}}, es decir {\displaystyle X} es una variable aleatoria que sigue una distribución chi-cuadrada con {\displaystyle v} grados de libertad.
- {\displaystyle Z} y {\displaystyle X} son variables aleatorias independientes.

Para una constante {\displaystyle \mu } no nula, el cociente 
{\displaystyle (Z+\mu ){\sqrt {\frac {v}{X}}}}
es una variable aleatoria que sigue la distribución no central {\displaystyle t} de Student con parámetro de no-centralidad {\displaystyle \mu }.

## Intervalos de confianza para muestras de la distribución normal

### Intervalo para la media cuando σ² es desconocida
Sean {\displaystyle X_{1},\dots ,X_{n}} una muestra aleatoria proveniente de una población con distribución {\displaystyle N(\mu ,\sigma ^{2})} donde {\displaystyle \mu } y {\displaystyle \sigma } son desconocidos.
Se tiene que 
{\displaystyle {\frac {{\overline {X}}-\mu }{\sigma /{\sqrt {n}}}}\sim N(0,1)}
y
{\displaystyle {\frac {(n-1)S^{2}}{\sigma ^{2}}}\sim \chi _{n-1}^{2}}
son independientes entonces el cociente
{\displaystyle {\frac {\frac {{\overline {X}}-\mu }{\sigma /{\sqrt {n}}}}{\sqrt {\frac {\frac {(n-1)S^{2}}{\sigma ^{2}}}{n-1}}}}\sim t_{n-1}}
esto es
{\displaystyle {\frac {{\overline {X}}-\mu }{S/{\sqrt {n}}}}\sim t_{n-1}}
Sea {\displaystyle t_{n-1,1-\alpha /2}\in \mathbb {R} } tal que
{\displaystyle \operatorname {P} [Y\leq t_{n-1,1-\alpha /2}]=1-{\frac {\alpha }{2}}}
siendo {\displaystyle Y\sim t_{n-1}} entonces
{\displaystyle {\begin{aligned}&\operatorname {P} \left[-t_{n-1,1-\alpha /2}\leq {\frac {{\overline {X}}-\mu }{S/{\sqrt {n}}}}\leq t_{n-1,1-\alpha /2}\right]=1-\alpha \\&\operatorname {P} \left[-t_{n-1,1-\alpha /2}\;{\frac {S}{\sqrt {n}}}\leq {\overline {X}}-\mu \leq t_{n-1,1-\alpha /2}\;{\frac {S}{\sqrt {n}}}\right]=1-\alpha \\&\operatorname {P} \left[-{\overline {X}}-t_{n-1,1-\alpha /2}\;{\frac {S}{\sqrt {n}}}\leq -\mu \leq -{\overline {X}}+t_{n-1,1-\alpha /2}\;{\frac {S}{\sqrt {n}}}\right]=1-\alpha \\&\operatorname {P} \left[{\overline {X}}-t_{n-1,1-\alpha /2}\;{\frac {S}{\sqrt {n}}}\leq \mu \leq {\overline {X}}+t_{n-1,1-\alpha /2}\;{\frac {S}{\sqrt {n}}}\right]=1-\alpha \\\end{aligned}}}
por lo tanto un intervalo de {\displaystyle (1-\alpha )100\%} de confianza para {\displaystyle \mu } cuando {\displaystyle \sigma ^{2}} es desconocida es
{\displaystyle \left({\overline {X}}-t_{n-1,1-\alpha /2}\;{\frac {S}{\sqrt {n}}},{\overline {X}}+t_{n-1,1-\alpha /2}\;{\frac {S}{\sqrt {n}}}\right)}

## Distribucióntde Student generalizada

### En términos del parámetro de escala σ̂
La distribución {\displaystyle t} de Student puede generalizarse a 3 parámetros, introduciendo un parámero locacional {\displaystyle {\widehat {\mu }}} y un parámetro de escala {\displaystyle {\widehat {\sigma }}} mediante la relación
{\displaystyle X={\widehat {\mu }}+{\widehat {\sigma }}\;T}
o 
{\displaystyle T={\frac {X-{\widehat {\mu }}}{\widehat {\sigma }}}}
esto significa que {\textstyle {\frac {x-{\widehat {\mu }}}{\widehat {\sigma }}}} tiene la distribución clásica {\displaystyle t} de Student con {\displaystyle v} grados de libertad. 
La resultante distribución {\displaystyle t} de Student no estandarizada tiene por función de densidad:
{\displaystyle p(x|\nu ,{\widehat {\mu }},{\widehat {\sigma }})={\frac {\Gamma ({\frac {\nu +1}{2}})}{\Gamma ({\frac {\nu }{2}}){\sqrt {\pi \nu }}{\widehat {\sigma }}}}\left(1+{\frac {1}{\nu }}\left({\frac {x-{\widehat {\mu }}}{\widehat {\sigma }}}\right)^{2}\right)^{-{\frac {\nu +1}{2}}}}
donde {\displaystyle {\widehat {\sigma }}} no corresponde a la desviación estándar, esto es, no es la desviación estándar de la distribución escalada {\displaystyle t}, simplemente es parámetro de escala de la distribución.
La distribución puede ser escrita en términos de {\displaystyle {\widehat {\sigma }}^{2}}, el cuadrado del parámetro de escala:
{\displaystyle p(x|\nu ,{\widehat {\mu }},{\widehat {\sigma }}^{2})={\frac {\Gamma ({\frac {\nu +1}{2}})}{\Gamma ({\frac {\nu }{2}}){\sqrt {\pi \nu {\widehat {\sigma }}^{2}}}}}\left(1+{\frac {1}{\nu }}{\frac {(x-{\widehat {\mu }})^{2}}{{\widehat {\sigma }}^{2}}}\right)^{-{\frac {\nu +1}{2}}}}
Otras propiedades de esta versión de la distribución son:
{\displaystyle {\begin{aligned}&\operatorname {E} [X]={\widehat {\mu }}\quad \quad \quad {\text{para }}\,\nu >1,\\&\operatorname {Var} (X)={\widehat {\sigma }}^{2}{\frac {\nu }{\nu -2}}\,\quad {\text{para }}\,\nu >2,\\&\operatorname {Moda} (X)={\widehat {\mu }}.\end{aligned}}}

### En términos del parámetro inverso de escala λ
Una parametrización alterna está en términos del parámetro inverso de escala {\displaystyle \lambda } definido mediante la relación {\textstyle \lambda ={\frac {1}{{\widehat {\sigma }}^{2}}}}. La función de densidad está dada por:
{\displaystyle p(x|\nu ,{\widehat {\mu }},\lambda )={\frac {\Gamma ({\frac {\nu +1}{2}})}{\Gamma ({\frac {\nu }{2}})}}\left({\frac {\lambda }{\pi v}}\right)^{\frac {1}{2}}\left(1+{\frac {\lambda (x-{\widehat {\mu }})^{2}}{v}}\right)^{-{\frac {\nu +1}{2}}}}
Otras propiedades de esta versión de la distribución son:
{\displaystyle {\begin{aligned}&\operatorname {E} [X]={\widehat {\mu }}\quad \quad \quad {\text{para }}\,\nu >1,\\&\operatorname {Var} (X)={\frac {1}{\lambda }}{\frac {\nu }{\nu -2}}\,\quad {\text{para }}\,\nu >2,\\&\operatorname {Moda} (X)={\widehat {\mu }}.\end{aligned}}}

## Distribuciones relacionadas
- Si {\displaystyle X\sim t_{v}} entonces {\displaystyle X^{2}\sim \operatorname {F} _{1,v}} donde {\displaystyle \operatorname {F} _{1,v}} denota la distribución F con {\displaystyle 1} y {\displaystyle v} grados de libertad.